# José Pedro Varela (ville)
José Pedro Varela est une ville et une municipalité de l'Uruguay située dans le département de Lavalleja. Sa population est de 5 332 habitants.

## Histoire
La ville a été fondée en 1912. Elle a changé son nom en 1918 pour celle de José Pedro Varela, pédagogue uruguayen.

## Population
| Année | Population |
| ----- | ---------- |
| 1963  | 2 983      |
| 1975  | 3 543      |
| 1985  | 4 077      |
| 1996  | 4 983      |
| 2004  | 5 332      |

Référence,.

## Gouvernement
Le maire (alcalde) de la ville est Darío Amaro.